# Edi Stecher
Der Wiener Edi Stecher ist seit 1984 ein österreichischer Gerechter unter den Völkern. Er erhielt diese Auszeichnung für das Unterschlupfgewähren der Jüdin Melvine Deutsch.
Deutsch befand sich vorher in einem Zwangsarbeitslager der Firma Siemens in Floridsdorf, Wien. Als sie aus dem Lager in einem Transport ins KZ Mauthausen deportiert wurde, floh sie auf dem Weg aus dem Zug und kam nach Wien, wo sie sich an die ihr unbekannte Anna Manzer wandte.
Die Gestapo gab die Suche nach der vom Transport nach Mauthausen geflüchteten Deutsch nicht auf. Als ihr in der Wohnung von Manzer Gefahr drohte, wandte diese sich an ihren Bruder Stecher. Deutsch blieb einige Monate bei Stecher, ohne von der Gestapo entdeckt zu werden.
Durch das Aufnehmen von Deutsch in ihrer Wohnung hatten Stecher und Manzer nicht genügend rationierte Lebensmittel. Da sprangen ihre Eltern Ludwig und Anna Friessnegg ein und versorgten die versteckte Deutsch mit Nahrungsmitteln. Oft musste Deutsch auch in deren Wohnung gebracht werden, wenn die Gestapo in der Umgebung nach versteckten Juden fahndete. Deutsch konnte nach der Befreiung ihre Wohnung heil verlassen.
Auch Ludwig und Anna Friessnegg und seine Schwester Manzer sind österreichische Gerechte unter den Völkern.